# ワールド・オーケストラ・フォア・ピース
ワールド・オーケストラ・フォア・ピース（英語: World Orchestra for Peace）は、1995年に、国際連合創設50周年を記念して、ゲオルク・ショルティが「音楽が持つ、平和の使節としての特別な力」を体現化すべく提唱し、創設したオーケストラ。1997年のショルティ逝去後は、ヴァレリー・ゲルギエフが指揮者を務めている。
ベルリン・フィルやウィーン・フィルをはじめとする世界35カ国70のオーケストラに所属する総勢91名から構成されている(2010年8月現在)。おもに平和を祈念する式典・行事の開催時のみ編成される。
平和を主題とした作品の演奏に力を入れており、エサ＝ペッカ・サロネンの「ヘリックス」は、ゲルギエフが友人であるサロネンに、当オーケストラのために作曲することを提案した委嘱作品で、第二次世界大戦終戦60周年記念をテーマとした2005年の演奏会が世界初演となった。クシシュトフ・ペンデレツキの「平和のための前奏曲」も同様の委嘱作品で、第二次世界大戦中にユダヤ人強制収容所が設置され、映画「シンドラーのリスト」の舞台にもなっているポーランドの都市クラクフで2009年に開催された演奏会が世界初演となった。
2010年には、ユネスコの音楽親善大使に任命された。

## 歴代指揮者
1. ゲオルク・ショルティ (1995年 - 1997年)
2. ヴァレリー・ゲルギエフ (1997年 -)